# Mauro Perrucchetti
 (mars 2023).
Si vous disposez d'ouvrages ou d'articles de référence ou si vous connaissez des sites web de qualité traitant du thème abordé ici, merci de compléter l'article en donnant les références utiles à sa vérifiabilité et en les liant à la section « Notes et références ».
Mauro Perucchetti, né le 1er janvier 1949, est un artiste italien installé à Londres. Il a exposé à la Frieze Art Fair à Londres ou son œuvre « La famille Bébé Jelly » été exposée près de Marble Arch. Il est davantage considéré comme un artiste, « à l'italienne » que comme un artiste dans la mouvance de la pop américaine minimaliste. Ses sculptures sont une utilisation élégante des matériaux dont l'amplitude magnifie la signification. 
L'artiste utilise la « Jelly Baby » comme matière première principale. Cette gélatine apporte un traitement pop de ses œuvres. La Galerie Halcyon (Londres) a organisé une exposition exclusive en janvier (2011), pendant que son  installation « Famille Bébé Jelly » était sur Marble Arch (jusqu'en avril 2011), avant de rejoindre Rome pour la Biennale de sculpture de Rome. Il prête une attention toute particulière aux matériaux, et aime imprégner ses œuvres d'une réflexion (parfois provocatrice) sur la vie politique. Célèbre pour ses sculptures en plastique ou ses « nouvelles éditions » de l'art classique tel que « David » de Michel-Ange.
À l'image de Jeff Koons il navigue avec confiance et audace, et un soupçon de provocation, dans l'univers mordant de la pop[réf. souhaitée].
Depuis 2002, il a exposé dans le monde entier, à Londres, Paris, Oslo, Vienne ou Miami[réf. nécessaire]. Étonnamment, seulement 2 fois en Italie, (en 2008 et 2011). Perucchetti est notamment apprécié et positivement critiqué par le célèbre historien de l'art Edward Lucie-Smith[réf. nécessaire].